# 革命社会党 (印度)

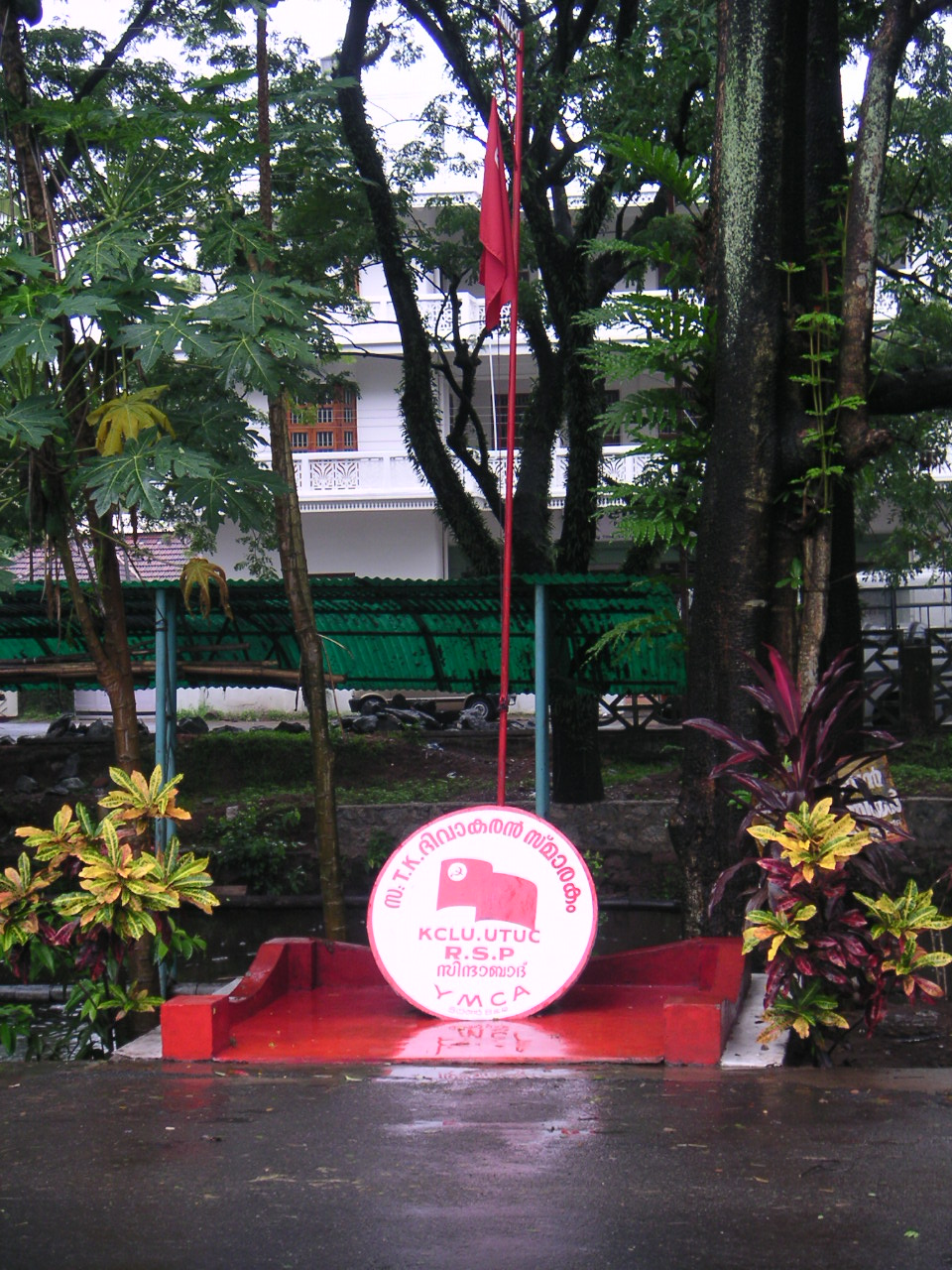
喀拉拉邦阿勒皮的革命社会党标志

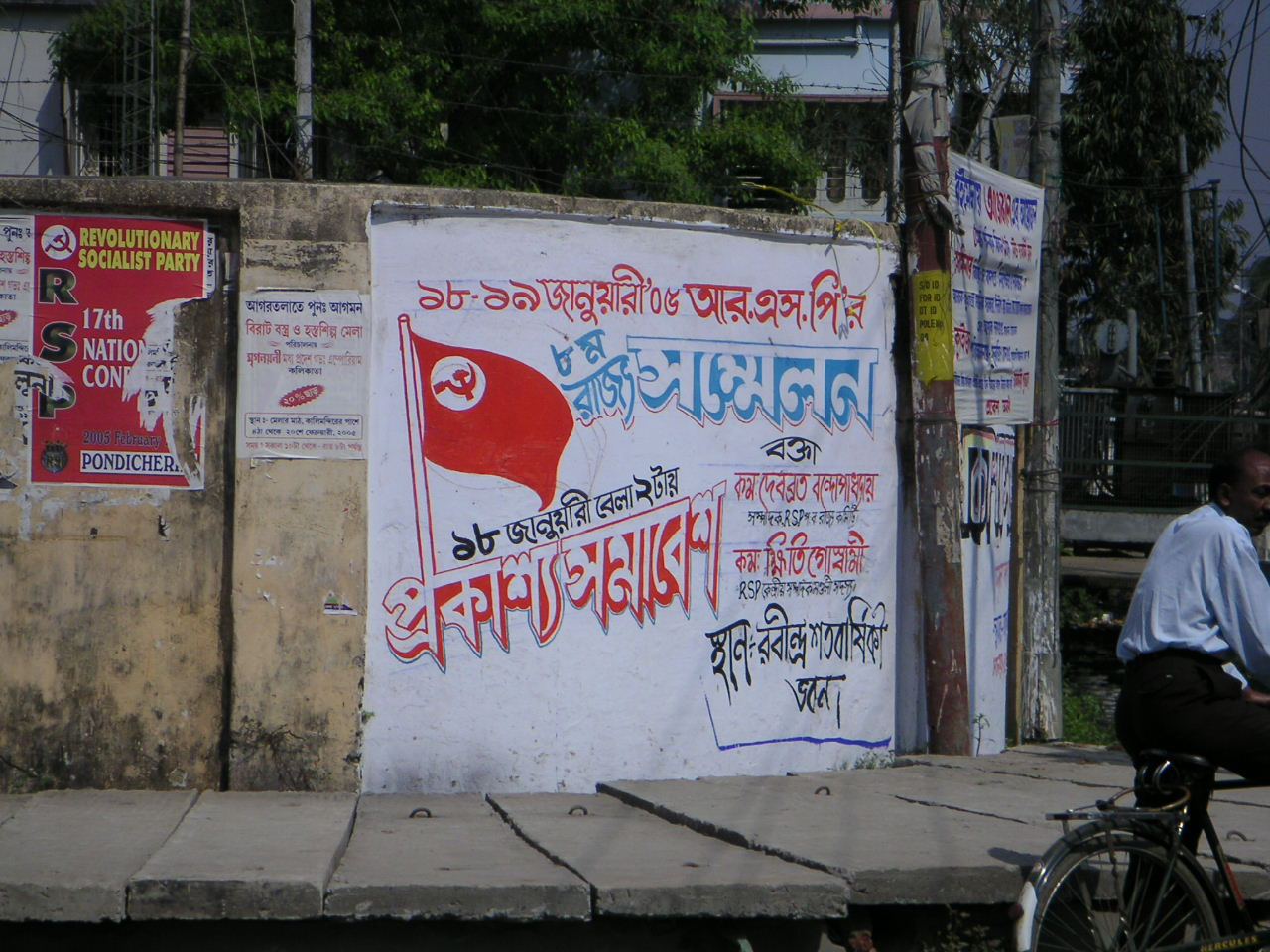
特里普拉邦阿加尔塔拉革命社会党的宣传海报

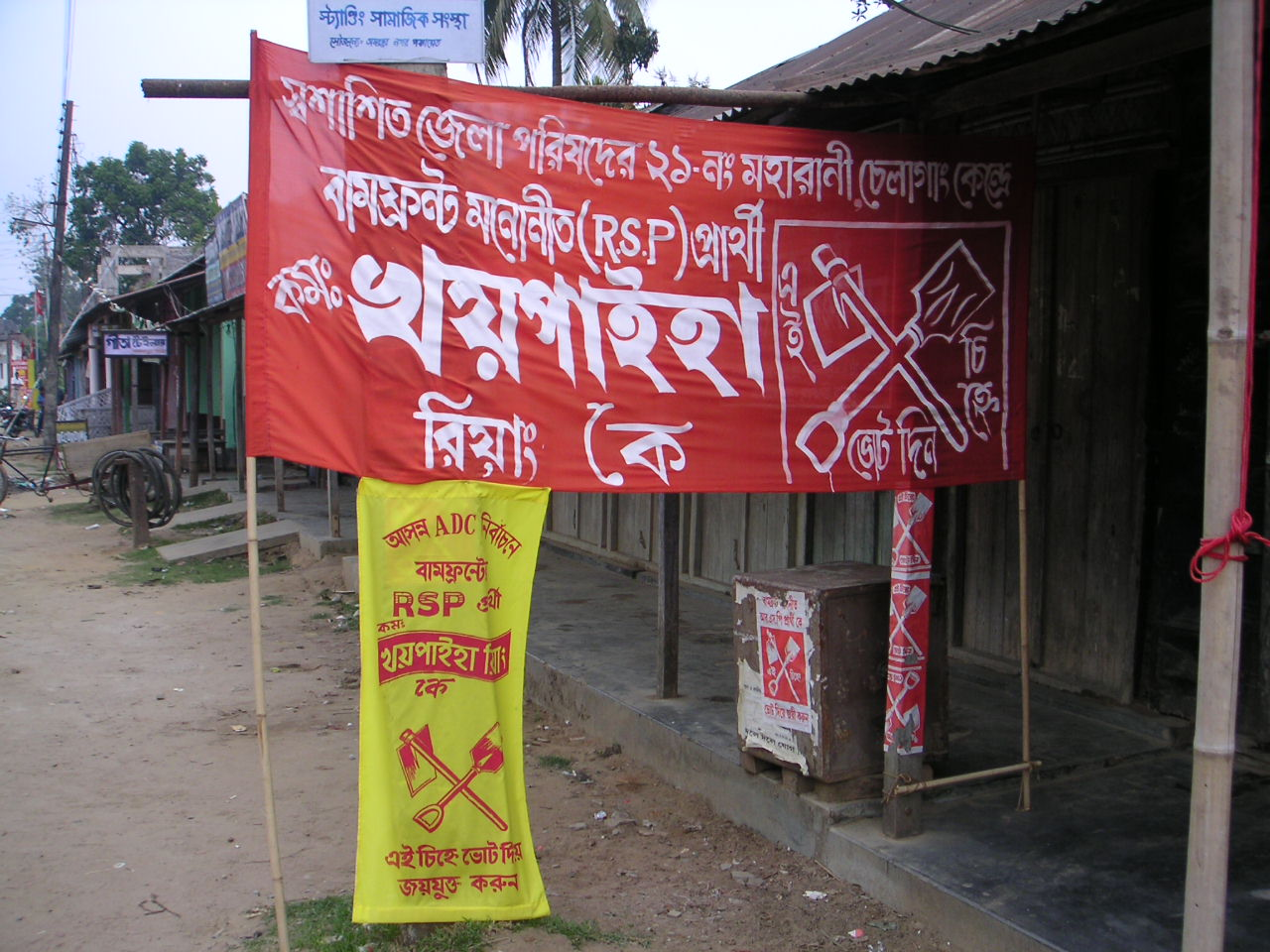
特里普拉邦阿马尔普尔的革命社会党竞选海报

革命社会党（英語：Revolutionary Socialist Party，缩写为RSP）是印度的一个共产主义政党。该党成立于1940年3月19日。该党起源于孟加拉反殖民解放运动组织实践协会和印度斯坦社会主义共和军。

## 历史

### 实践马克思主义的发展
1930年代，实践协会受到马克思主义哲学的影响，被囚禁的实践协会成员在狱中大量学习了马克思主义哲学。有部分成员加入共产主义巩固（后来的印度共产党的前身之一）。虽然实践协会中的马克思主义者对马列主义学说仍然存有疑惑和不解但最后还是加入印度共产党。
由于在共产国际和印度国内路线问题与印度共产党有了分歧，在1938年夏天的一次会议中进行了讨论，最终实践协会的马克思主义者决定以独立身份留在印度共产党内。

### 国大社会党时期
虽然实践协会中大量非马克思主义者加入国大社会党，其中也包括该协会中的马克思主义者。但是他们对国大社会党的积极性远不如共产党那么高。
1938年年底，实践马克思主义者创办了《加尔各答社会主义者》。杂志主编是萨蒂什·萨卡。该杂志倾向于实践运动中的马克思主义者。除了小部分人不是马克思主义者。

### 革命社会党的建立
由于受到大会社会党和保守派势力的背景下，仍旧为大会社会党成员的实践马克思主义者参加人民院的会议。在会议上坚决了自己支持印度独立和不妥协于英国的结论。会议后该部分成员退出大会社会党并且组建了印度革命社会党（马列）。该党首位书记是钱德拉·查特吉。

### 印度独立后
1977年选举前，该党在喀拉拉邦的一些基层组织脱离该党并组建了全国革命社会党。全国革命社会党与印度共产党（马克思主义）组成了选举联盟。

## 历任总书记
- 乔吉什·钱德拉·查特吉（英语：Jogesh Chandra Chatterjee）（1940年—1953年）
- 特里迪布·库马尔·乔杜里（英语：Tridib Chaudhuri）
- 苏希尔·巴塔查里亚（代理）
- 贝比·约翰（英语：Baby John）
- K·潘卡贾克尚（英语：K. Pankajakshan）
- T·J·钱德拉丘丹（英语：T. J. Chandrachoodan）（2008年—2018年）
- 克希蒂·戈斯瓦米（英语：Kshiti Goswami）（2018年—2019年）
- 马诺吉·巴塔查里亚（英语：Manoj Bhattacharya）（2019年至今）